# 阿貴槌你喔
《阿貴槌你喔》（英語：[A-Kuei and His Magic Hammer] 错误：{{Lang}}：文本有斜体标记（帮助））是全球首部以全Flash動畫製作的電影。劇情架構以台灣春水堂科技娛樂股份有限公司的主要作品「阿貴」系列為背景。
電影由春水堂科技娛樂股份有限公司製作，於2001年獲得行政院新聞局的新台幣1,000萬國片製作輔助金，2002年製作完成，於2003年2月14日在台灣上映。

## 劇情
劇情講述阿貴的誕生前期，代表阿貴的精子由於聰明過度，於即將抵達夢幻國度之前遭佛祖將其聰慧奪取，並言於適當時機返還。時間回到現代，阿貴於家中向母親抱怨在學校被同學取笑不聰明，並家中沒有父親而不想參加隔日學校的家長日，此時貴媽拿出紅龜粿向阿貴聲稱這就是父親。
隔天學校阿貴帶著紅龜粿並如母親所述這就是貴爸而遭班上師生取笑，回到家後阿貴收到了一家「快快快快遞公司」所運送的「神奇魔力聰明槌」，便以此能使人聰明的能力向自己槌去，造就了全鎮除了家人外惡名昭彰的惡作劇天才。再造成了全鎮騷動、鄰居豬哥雯向貴媽說明惡作劇相關事蹟後，貴媽返回家中質問並訓斥當時滿身是傷的阿貴，阿貴於責備難過奪門而出跑向位於春水鎮近郊，盛傳有恐怖怪獸的神秘黑森林。
進入黑森林後，阿貴得知了大家口中的怪獸是外國非法走私的犀牛，在與犀牛相伴的時間中漸漸地找回原本個性良善的自我，途中也遇上前來追捕的獵人，就在阿貴與犀牛被困在獵人陷阱中動彈不得之際，一名神秘客現身擊退獵人協助脫離險境。神秘客向阿貴表示自己是國際防制走私組織的探員，因此一路追蹤獵人到黑森林才有機會解救阿貴。不料過不久一行人又誤入陷阱待了一整晚，隔天才由路過的體育自然老師兩人救出。
而阿貴觀察了體育老師身上的傷口後揭發了他們倆就是獵人集團成員，見事跡曝光後由神秘客掩護下阿貴慌忙逃出黑森林，希望能尋求眾人協助搶救犀牛以及神秘客。在逐漸取的朋友信任後，一行人前往學校辦公室要揪出老師們的惡行，但其實早已設下埋伏，所幸秀妹召喚出的黑暗召喚獸將兩位老師制伏。
隨後在密室中發現了被關禁閉的犀牛及神秘客，這時校長出現並將阿貴一行人困住，並說明早已將春水國小內除了李老師以外教職員全都掉包就只為了完成捉捕犀牛的計畫，但隨後便被路過的李老師解救出來。眼見計畫即將失敗，校長、體育老師、自然老師三人啟動合體金剛機器人，誓言將犀牛奪回，最終邪惡計畫被阿貴與犀牛破解已失敗坐收，神秘客帶著犀牛即將離開春水鎮，在港邊貴媽見到神秘客後才揭露了他就是一一開始提到的紅龜粿，也就是阿貴一家的爸爸，一家人便在此重逢。最後快遞員打斷了重逢時刻，表示槌子乃誤送的貨物需要阿貴返還，這時候快遞員儀容轉換成佛祖形象，讓阿貴大嘆好像有見過面似的。最後貴爸在要離開之際與阿貴約定，將犀牛安頓後一定會再次回來春水鎮團圓。

## 登場角色

### 阿貴一家
- 阿貴
- 秀妹
- 阿弟
- 大頭
- 阿啪
- 阿嬤

### 同學與老師
- 猛章
- 見寶
- 燕子
- 小芳
- 奶咕
- 奶娃
- 李老師
- 王小明
- 校長
- 體育老師
- 自然老師

### 其他
- 豬哥雯
- 不要怕警官
- 葡萄王
- 神秘客

## 外部連結
- 「阿貴槌你喔」電影官方網站
- 開眼電影網上《阿貴槌你喔》的資料（繁體中文）
- 香港影庫上《阿貴槌你喔》的資料（繁體中文）
- 豆瓣电影上《阿貴槌你喔》的資料 （简体中文）